# Йоганн Мор
Йоганн «Йохен» Мор (нім. Johann "Jochen" Mohr; 12 червня 1916, Ганновер — 2 квітня 1943, Атлантичний океан) — німецький офіцер-підводник, корветтен-капітан крігсмаріне. Кавалер Лицарського хреста Залізного хреста з дубовим листям.

## Біографія
8 квітня 1934 року вступив на флот. З вересня 1940 року — 2-й, з грудня 1940 року — 1-й помічник командира підводного човна U-124. 8 вересня 1941 року призначений командиром свого човна і здійснив 6 походів (провівши в морі в цілому 268 днів). Мор став відомим завдяки успіхам у боротьбі проти бойових кораблів, хоча при цьому він був і одним з найрезультативніших підводників. 24 листопада 1941 року потопив англійський легкий крейсер «Данідін», а 9 червня 1942 року — французький корвет «Мімоза». У ніч на 12 травня 1942 року атакував конвой ONS 92 і за один бій потопив 4 судна загальною водотоннажністю 21 784 т. 2 квітня 1943 року U-124 був потоплений на захід від Португалії британським корветом «Стоункроп» і шлюпом «Блек Сван». Всі 53 члени екіпажу загинули.
Всього за час бойових дій потопив 29 суден та кораблів загальною водотоннажністю 135 751 т і пошкодив 3 корабля водотоннажністю 26 167 т.

## Звання
- Кандидат в офіцери (8 квітня 1934)
- Морський кадет (26 вересня 1934)
- Фенріх-цур-зее (1 липня 1935)
- Оберфенріх-цур-зее (1 січня 1937)
- Лейтенант-цур-зее (1 квітня 1937)
- Оберлейтенант-цур-зее (1 квітня 1939)
- Капітан-лейтенант (1 вересня 1941)
- Корветтен-капітан (1 квітня 1943)

## Нагороди
- Медаль «За вислугу років у Вермахті» 4-го класу (4 роки; 15 серпня 1936)
- Іспанський хрест в бронзі (6 червня 1939)
- Медаль «У пам'ять 22 березня 1939 року» (26 жовтня 1939)
- Залізний хрест
  - 2-го класу (29 листопада 1939)
  - 1-го класу (4 травня 1941)
- Нагрудний знак підводника з діамантами
  - знак (4 травня 1941)
  - діаманти (січень 1939)
- Тричі відзначений у Вермахтберіхт (26 листопада 1941, 24 березня і 18 червня 1942)
  - «В боротьбі з ворожим морським постачанням особливо відзначилися підводні човни під керівництвом капітан-лейтенантів Мора, Топпа, Вітте і фон Розенштіля та оберлейтанта цур-зее Ітеса.» (18 червня 1942)
- Лицарський хрест Залізного хреста з дубовим листям
  - лицарський хрест (27 березня 1942)
  - дубове листя (№ 177; 13 січня 1943)